# Gran Premio de Suecia de Motociclismo de 1961
El Gran Premio de Suecia de Motociclismo de 1961 fue la décima prueba de la temporada 1961 del Campeonato Mundial de Motociclismo. El Gran Premio se disputó el 17 de septiembre de 1961 en  Kristianstad.

## Resultados 500cc
MV Agusta, operando bajo el nombre "MV Privat" no viajaría a la GP de Argentina por lo que quería terminar la temporada con estilo. Gary Hocking y Mike Hailwood terminaron con menos de un segundo de diferencia, pero el tercer en el podio (Frank Perris) ya estaba una vuelta doblado. Perris lo hizo bien, se colocó en el tercer puesto de la general por delante de Bob McIntyre y Alistair King, que tampoco irían a Argentina.
| Pos.    | Piloto               | Moto      | Tiempo       | Pts. |
| ------- | -------------------- | --------- | ------------ | ---- |
| 1       | Gary Hocking         | MV Privat | 1h 14' 59" 8 | 8    |
| 2       | Mike Hailwood        | MV Privat | +0" 9        | 6    |
| 3       | Frank Perris         | Norton    | +1 Vuelta    | 4    |
| 4       | Bert Schneider       | Norton    | +1 Vuelta    | 3    |
| 5       | Mike Duff            | Matchless | +1 Vuelta    | 2    |
| 6       | Peter Pawson         | Norton    | +1 Vuelta    | 1    |
| 7       | Rudolf Thalhammer    | Norton    | +1 Vuelta    |      |
| 8       | Tommy Robb           | Matchless | +2 Vueltas   |      |
| 9       | Edy Lenz             | Norton    | +2 Vueltas   |      |
| 10      | Lothar John          | BMW       | +2 Vueltas   |      |
| 11      | Roland Föll          | Matchless | +2 Vueltas   |      |
| 12      | Vernon Cottle        | Norton    | +2 Vueltas   |      |
| 13      | Sven-Olov Gunnarsson | Norton    | +2 Vueltas   |      |
| 14      | Bror-Erland Carlsson | AJS       | +2 Vueltas   |      |
| 15      | Joop Vogelzang       | Norton    | +2 Vueltas   |      |
| Ret     | Bob McIntyre         | Norton    | Ret          |      |
| Ret     | John Farnsworth      | Matchless | Ret          |      |
| Ret     | Rudolf Glaser        | Norton    | Ret          |      |
| Ret     | Ernest Hiller        | BMW       | Ret          |      |
| Ret     | Alistair King        | Norton    | Ret          |      |
| Ret     | Ron Langston         | Matchless | Ret          |      |
| Ret     | Tommy Robinson       | Norton    | Ret          |      |
| Ret     | William van Leeuwen  | Norton    | Ret          |      |
| Ret     | Evert Carlsson       | Matchless | Ret          |      |
| Ret     | Jack Findlay         | Norton    | Ret          |      |
| Ret     | Bosse Granath        | Norton    | Ret          |      |
| Ret     | Ladi Ritcher         | Norton    | Ret          |      |
| Ret     | Werner Spinnler      | Norton    | Ret          |      |
| Ret     | Toni Schmitz         | Norton    | Ret          |      |
| Ret     | Walter Scheimann     | Norton    | Ret          |      |
| Ret     | Heinz Kaueri         | Matchless | Ret          |      |
| Ret     | Peter Alexander      | Matchless | Ret          |      |
| Ret     | Ola Stahlén          | Norton    | Ret          |      |
| Fuente: |                      |           |              |      |

## Resultados 350cc
En la carrera de 350cc, los MV Agusta de Gary Hocking y Mike Hailwood se retiraron, permitiendo que Jawa atacara. František Št'astný ganó batiendo a su compañero de equipo Gustav Havel. Tommy Robb, que había montado su AJS 7R quedó en tercer lugar.
| Pos. | Piloto               | Moto      | Tiempo     | Pts. |
| ---- | -------------------- | --------- | ---------- | ---- |
| 1    | František Št'astný   | Jawa      | 59'32"5    | 8    |
| 2    | Gustav Havel         | Jawa      | + 2’30”8   | 6    |
| 3    | Tommy Robb           | AJS       | + 1 Vuelta | 4    |
| 4    | Rudi Thalhammer      | Norton    | + 1 Vuelta | 3    |
| 5    | Ron Langston         | AJS       | + 1 Vuelta | 2    |
| 6    | Mike Duff            | AJS       | + 1 Vuelta | 1    |
| 7    | Mike Hailwood        | MV Agusta | + 1 Vuelta |      |
| 8    | Bert Schneider       | Norton    | + 1 Vuelta |      |
| 9    | Rudolf Glaser        | Norton    | + 1 Vuelta |      |
| 10   | John Farnsworth      | Matchless | + 1 Vuelta |      |
| 11   | Bror-Erland Carlsson | AJS       | + 1 Vuelta |      |
| 12   | Peter Pawson         | AJS       | + 1 Vuelta |      |
| 13   | Billy Andersson      | AJS       | +2 Vueltas |      |
| 14   | Vernon Cottle        | Norton    | +2 Vueltas |      |
| 15   | Tommy Robinson       | AJS       | +2 Vueltas |      |
| 16   | Joop Vogelzang       | Norton    | +2 Vueltas |      |
| 17   | Peter Alexander      | Matchless | +2 Vueltas |      |
| 18   | Heinz Kauert         | AJS       | +2 Vueltas |      |
| 19   | Bosse Granath        | Norton    | +3 Vueltas |      |
| 20   | Sven-Olof Gunnarsson | AJS       | +3 Vueltas |      |
| Ret  | Alistar King         | Bianchi   | Ret        |      |
| Ret  | Frank Perris         | Norton    | Ret        |      |
| Ret  | William van Leeuwen  | Norton    | Ret        |      |
| Ret  | Gary Hocking         | MV Agusta | Ret        |      |

## Resultados 250cc
En el cuarto de litro,  las cosas finalmente mejoraron con Rodney Gould y Kent Andersson y sus Yamaha YZ 632. Lucharon juntos por el primer lugar, hasta que Andersson se retiró. Entonces Paul Smart tuvo que luchar por el segundo lugar con Theo Bult, hasta que este último se cayó con un cigüeñal roto. Eso hizo que Jarno Saarinen fuera tercero.
| Pos. | Piloto              | Moto      | Tiempo      | Pts. |
| ---- | ------------------- | --------- | ----------- | ---- |
| 1    | Mike Hailwood       | Honda     | 51' 29" 4   | 8    |
| 2    | Luigi Taveri        | Honda     | +28" 5      | 6    |
| 3    | Kunimitsu Takahashi | Honda     | +1' 55" 0   | 4    |
| 4    | Jim Redman          | Honda     | +1 Vuelta   | 3    |
| 5    | František Št'astný  | Jawa      | +2 Vueltas  | 2    |
| 6    | Tom Phillis         | Honda     | +2 Vueltas  | 1    |
| 7    | Werner Spinnler     | Aermacchi | +2 Vueltas  |      |
| 8    | Siegfried Lohmann   | Adler     | +3 Vueltas  |      |
| 9    | Ulf Svensson        | Ducati    | +3 Vueltas  |      |
| 10   | Sture Nilsson       | NSU       | +3 Vueltas  |      |
| 11   | Raphael Orinel      | NSU       | +4 Vueltas  |      |
| 12   | Heiner Butz         | NSU       | +5 Vueltas  |      |
| 13   | Alan Shepherd       | MZ        | +7 Vueltas  |      |
| 14   | Jan-Erik Akerstrom  | Maico     | +14 Vueltas |      |
| 15   | Ron Langston        | Matchless | +14 Vueltas |      |
| 16   | Brosse Brolin       | NSU       | +15 Vueltas |      |
| 17   | Xavier Heiss        | NSU       | +16 Vueltas |      |
| 18   | Peter Eser          | Ducati    | +19 Vueltas |      |
| 19   | Gustav Havel        | Jawa      | +19 Vueltas |      |
| 20   | Kurt Johansson      | NSU       | +19 Vueltas |      |
| 21   | Günter Beer         | Adler     | +19 Vueltas |      |

## Resultados 125cc
En la categoría del octavo de litro, Ángel Nieto y Barry Sheene lucharon durante mucho tiempo por el liderato, pero Nieto se retiró con problemas mecánicos. Börje Jansson quedó en segundo lugar y Kent Andersson solo pudo vencer a Dieter Braun por tres décimas en la batalla por el tercer lugar.
| Pos. | Piloto              | Moto    | Tiempo      | Pts. |
| ---- | ------------------- | ------- | ----------- | ---- |
| 1    | Luigi Taveri        | Honda   | 46' 42" 5   | 8    |
| 2    | Kunimitsu Takahashi | Honda   | +22" 7      | 6    |
| 3    | Jim Redman          | Honda   | +1' 03" 0   | 4    |
| 4    | Werner Musiol       | MZ      | +1' 09" 0   | 3    |
| 5    | Ulf Svensson        | Ducati  | +1 Vuelta   | 2    |
| 6    | Tom Phillis         | Honda   | +2 Vueltas  | 1    |
| 7    | Jan Brening         | Ducati  | +2 Vueltas  |      |
| 8    | Kurt Johansson      | Ducati  | +2 Vueltas  |      |
| 9    | Walter Brehme       | MZ      | +5 Vueltas  |      |
| 10   | Tommy Robb          | Bultaco | +6 Vueltas  |      |
| 11   | Teisuke Tanaka      | Honda   | +7 Vueltas  |      |
| 12   | Erich Wünsche       | Ducati  | +12 Vueltas |      |
| 13   | Stig Holmblad       | Ducati  | +13 Vueltas |      |
| 14   | Ernst Degner        | MZ      | +14 Vueltas |      |
| 15   | Jukka Petäjä        | MZ      | +15 Vueltas |      |
| Ret  | Leif Smedh          |         | Ret         |      |
| Ret  | Alan Shepherd       | MZ      | Ret         |      |